# Max (football)
Pour les articles homonymes, voir Max.
Maxlei dos Santos Luzia dit Max, né le 27 février 1975 à Rio de Janeiro et mort le 26 juillet 2017 dans sa ville natale, est un footballeur brésilien qui évolue au poste de gardien de but.

## Biographie
Il joue quatre matchs en Copa Sudamericana avec l'équipe de Botafogo.

## Mort
En juin 2017, Max a été victime d’une tentative de vol. À Duque de Caxias, les bandits ont heurté leur voiture, dans la Baixada Fluminense, avec l’intention de prendre le véhicule, provoquant un grave accident. L’ancien gardien de but souffrait d’une fracture de la main droite et d’un œdème cérébral. À l’hôpital da Lagoa, dans la ville de Rio de Janeiro, Max a vu son état clinique aggravé. Les médecins ont remarqué une maladie auto-immune rare chez l’athlète. Le 25 juillet, il n’a pas répondu aux tests neurologiques et, le lendemain, la mort cérébrale a été confirmée. Il n’est pas clair si sa mort est le résultat des blessures subies lors du vol ou en raison de la maladie auto-immune.

## Palmarès
- Botafogo
  - Coupe Guanabara
    - Vainqueur : 2006

  - Championnat de Rio de Janeiro
    - Vainqueur : 2006

  - Coupe Rio
    - Vainqueur : 2007

- Joinville
  - Coupe de Santa Catarina
    - Vainqueur : 2011

  - Championnat du Brésil de D3
    - Vainqueur : 2011

- Boa Esporte
  - Taça Minas Gerais (en)
    - Vainqueur : 2012